# Erodium jahandiezianum
Erodium jahandiezianum är en näveväxtart som beskrevs av Emberger, Maire och Weiller. Erodium jahandiezianum ingår i släktet skatnävor, och familjen näveväxter. Inga underarter finns listade i Catalogue of Life.